# Hayley Williams
 (décembre 2018).
Si vous disposez d'ouvrages ou d'articles de référence ou si vous connaissez des sites web de qualité traitant du thème abordé ici, merci de compléter l'article en donnant les références utiles à sa vérifiabilité et en les liant à la section « Notes et références ».
Pour les articles homonymes, voir Williams.
Hayley Nichole Williams, née le 27 décembre 1988 à Meridian (Mississippi) est une chanteuse et auteure-compositrice américaine. 
Chanteuse du groupe rock Paramore, elle a une tessiture de soprano.

## Biographie
À l'âge de 13 ans, Hayley Williams quitte sa ville de naissance pour Franklin dans le Tennessee où elle rencontrera à l'école Josh et Zac Farro, futurs membres du groupe Paramore.
Peu après son arrivée, elle commence à prendre des cours de chant avec Brett Manning. Toujours à l'école, elle intègre un groupe local de reprises funk : The Factory, dans lequel elle rencontre Jeremy Davis.
Après la dissolution de The Factory, Hayley et Jeremy commencent à écrire des chansons avec les frères Farro et deviennent Paramore. En 2005, John Janick, le fondateur du label Fueled by Ramen signe un contrat avec eux.
Elle chante en guest sur Fallen de Death in the Park (qu'elle a parfois chanté en live avec le groupe), Then Came to Kill de The Chariot (en), Keep Dreaming Upside Down de October Fall, Tangled Up de New Found Glory, The Church Channel et Plea de Say Anything, The Few That Remain de Set Your Goals et Airplanes de B.o.B. Elle apparait également dans les clip de Kiss Me et Truck Stop Blues de New Found Glory.

### Paramore
Paramore fut créé en 2004 à Franklin, Tennessee. Le groupe est composé d'Hayley Williams au chant et clavier, de Josh Farro à la guitare, Jeremy Davis à la basse et Zac Farro à la batterie.
Avant de former Paramore, les autres membres du groupe étaient « anxieux » d'avoir une fille dans le groupe, mais puisqu'ils étaient bons amis elle commença à écrire avec eux et devint finalement un membre du groupe.
Le groupe a sorti six albums : All We Know Is Falling, Riot! , Brand New Eyes, Paramore, album éponyme, After Laughter et This Is Why; ainsi que deux albums live, Live in the UK 2008 et The Final Riot!. 
En 2007, Paramore accueillit Taylor York à la guitare rythmique, qui devint officiellement un membre du groupe en 2009.
En décembre 2010, les frères Farro, Josh et Zac, annoncent qu'ils quittent le groupe, en raison d'une mésentente trop profonde avec le reste du groupe, et de visions différentes sur leur musique. Ils ont également avoué qu'ils vivaient mal la célébrité et gardaient de la rancune envers l'entourage d'Hayley, qu'ils ont accusée d'être trop mise en avant par rapport au reste du groupe. Josh Farro ira même jusqu'à écrire sur son blog que Paramore n'est qu'un « produit fabriqué »
Le 14 décembre 2015, Jeremy Davis, le bassiste, décide de quitter le groupe. Un départ mystérieux relégué par un message sur Facebook annonçant qu'après l'ère du dernier album éponyme, les choses changent et que Jeremy ne fera plus partie du groupe et annoncent alors un départ difficile pour eux mais suggèrent un départ sur de bons termes. Ce n'est qu'en mars 2016, peu avant la croisière Parahoy 2 (Miami-Cozumel) avec le groupe, que l'on apprend que le bassiste a engagé des poursuites judiciaires contre Paramore, déclarant avoir le droit a des bénéfices (royalties) du business que représente le groupe, en tant que copropriétaire au côté d'Hayley Williams.
Paramore n'est donc plus composé que d'Hayley Williams au chant et Taylor York à la guitare. Le groupe est rejoint par le frère de Taylor, Justin York (guitare), Jon Howard (guitare) et depuis 2013, Aaron Gillespie (batterie) pendant les concerts.
Zac Farro a également retrouvé une place au sein du groupe en tant que batteur en 2017 lors de l'élaboration de leur album After Laughter sorti le 12 mai 2017.

### Vie privée

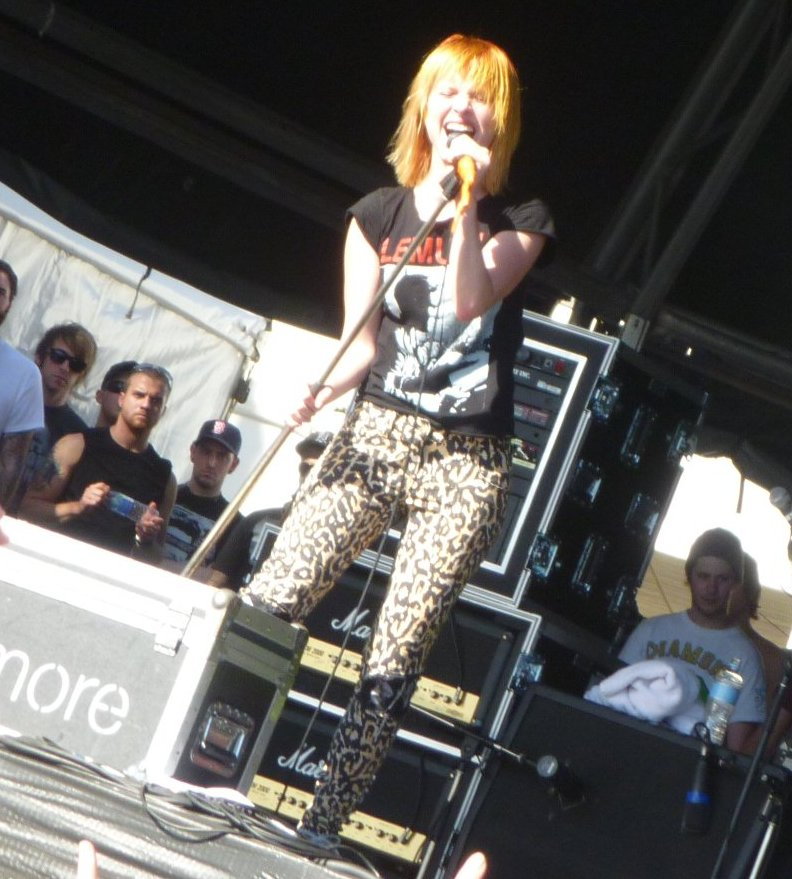
Hayley Williams en 2010.

Dans une interview accordée au magazine Alternative Press (no 255)[réf. souhaitée], Hayley et Josh mettent les choses au clair à propos de leur relation de trois ans et demi qui s'est finie fin 2007. Elle est restée cachée pendant toute sa durée, car Hayley et Josh connaissaient les risques d'être un couple dans un groupe, et ne voulaient pas être catalogués comme tels en dépit de leur musique. Début 2008, elle se met en couple avec Chad Gilbert (en) du groupe New Found Glory. Il lui a notamment inspiré la chanson The only exception. Ils se sont fiancés le 25 décembre 2014 et se sont mariés le 20 février 2016. Le 1er juillet 2017, la chanteuse annonce leur divorce sur son compte Instagram. En septembre 2022, la chanteuse confirme dans the Guardian qu'elle est en couple avec Taylor York.

## Discographie

### Albums studio
- 2020 - "Petals for Armor"
- 2021 - "Flowers for vases / Descansos"

### Participations hors du groupe
- Keep Dreaming Upside Down - (October Fall feat. Hayley Williams)
- Then Came To Kill - The Chariot
- The Church Channel - Say Anything
- Plea - Say Anything
- Fallen - Death In The Park
- It Ain't Me Babe (en live) - New Found Glory
- Tangled Up - New Found Glory
- The Few That Remain - Set Your Goals
- Airplanes - B.o.B feat. Hayley Williams
- Airplanes (Part II) - B.o.B feat. Hayley Williams & Eminem
- Rainbow Connection - Weezer & Hayley Williams
- Somebody That I Used To Know (Gotye cover) - Fun. & Hayley Williams
- Fox Dream Of The Log Flume - MewithoutYou
- All Circles - MewithoutYou
- Lonely Road - What's Eating Gilbert
- Babe - What's Eating Gilbert
- Sit and Stare - What's Eating Gilbert
- Stay The Night - Zedd
- Wearing Your Ring - What's Eating Gilbert
- Vicious Love (Resurrection: Ascension version) - New Found Glory
- Bury it  - CHVRCHES
- As You Wave - HalfNoise
- Uncomfortably Numb - American Football
- Castles Crumbling (Taylor's Version) (From the Vault) - Taylor Swift

## Vidéographie
- 2007 - Kiss Me de New Found Glory
- 2010 - Truck Stop Blues de New Found Glory
- 2015 - Bad Blood de Taylor Swift : The Crimson Curse
- 2015 - Vicious Love de New Found Glory